# Gardone Val Trompia
Gardone Val Trompia é uma comuna italiana da região da Lombardia, província de Bréscia, com cerca de 10.936 habitantes. Estende-se por uma área de 26 km², tendo uma densidade populacional de 421 hab/km². Faz fronteira com Marcheno, Marone, Polaveno, Sale Marasino, Sarezzo.

## Demografia
| Variação demográfica do município entre 1861 e 2011                               |
|                                                                                   |
| Fonte: Istituto Nazionale di Statistica (ISTAT) - Elaboração gráfica da Wikipedia |